# آيت حدو يوسف
آيت حدو يوسف هي قرية أمازيغية جبلية مغربية وسط المملكة. تنتمي آيت حدو يوسف لإقليم شيشاوة. تضم هذه القرية 5.557 نسمة (إحصاء 2004).